# Mathias Jørgensen
Mathias Jattah-Njie Jørgensen (Kopenhagen, 23 april 1990) – voetbalnaam Zanka – is een Deens betaald voetballer van Gambiaanse afkomst. Hij speelt doorgaans als verdediger en staat sinds begin 2025 onder contract bij het Amerikaanse LA Galaxy. Jørgensen debuteerde op 19 november 2008 in het Deens voetbalelftal.
Jørgensen speelt met zijn bijnaam Zanka op zijn shirt, gebaseerd op de naam van het door Doug E. Doug gespeelde personage in de filmkomedie Cool Runnings.

## Clubcarrière

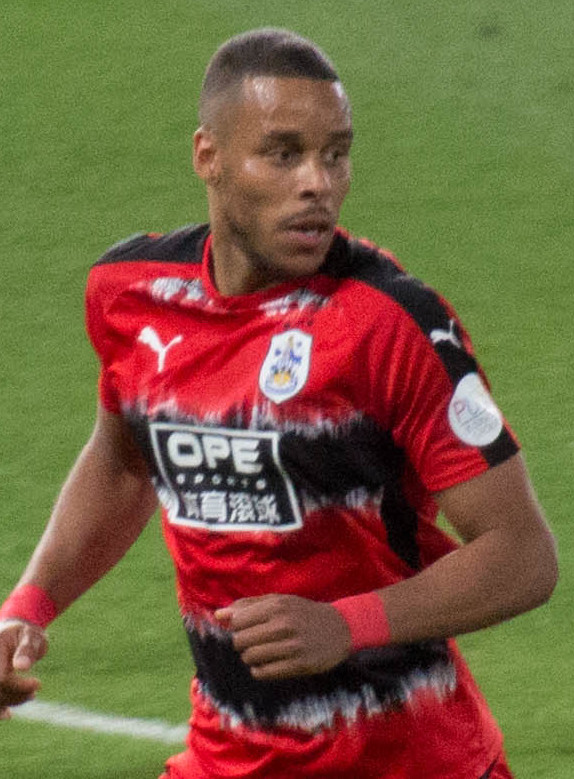
Jørgensen spelend voor Huddersfield Town in 2018

Jørgensen speelde als zestienjarige jongen tien wedstrijden in de hoofdmacht van Boldklubben 1893 voor hij kort na zijn zeventiende verjaardag werd vastgelegd door FC Kopenhagen. De meervoudig landskampioen gaf hem oorspronkelijk een contract voor drie seizoenen. Later verlengde Kopenhagen zijn verbintenis tot aan de zomer van 2012.
Eén maand na het tekenen van zijn contract liep Jørgensen een scheur op in de kruisband van zijn linkerknie, tijdens een wedstrijd met het reserveteam van Kopenhagen. Hij moest daarom wachten tot 26 september 2007 op zijn eerste wedstrijd in de hoofdmacht van zijn nieuwe club, toen hij in de bekerwedstrijd tegen FC Fredericia vijf minuten voor tijd inviel voor Oscar Wendt. Drie dagen later maakte hij ook zijn competitiedebuut in de SAS Ligaen. Ditmaal kreeg hij een kwartier speeltijd als vervanger van Hjalte Bo Nørregaard.
In dienst van Kopenhagen werd Jørgensen in 2008 verkozen tot Deens talent van het jaar. Vervolgens werd hij in 2009, 2010 en 2011 Deens landskampioen met de club. Na de beginfase van het seizoen 2011-2012, Jørgensen speelde dat seizoen acht duels, liep de verdediger een zware blessure op. De revalidatie daarvan duurt 6-9 maanden, waardoor hij de rest van het seizoen aan zich voorbij moet laten gaan.
Op 22 februari 2012 tekende Jørgensen een contract waarmee hij zich voor vier seizoenen aan PSV verbond, met ingang van het seizoen 2012/13. De Eindhovense club kon hem transfervrij overnemen omdat zijn verbintenis bij FC Kopenhagen afliep. Op 12 augustus 2013 debuteerde hij voor Jong PSV in de Eerste divisie, tegen Excelsior. Hij was meteen belangrijk met een doelpunt.
Jørgensen verruilde Huddersfield Town in augustus 2019 voor Fenerbahçe.

## Clubstatistieken
| Seizoen | Club                 | Land                | Competitie      | Competitie | Competitie | Beker | Beker | Supercup | Supercup | Internationaal | Internationaal | Totaal | Totaal |
| Seizoen | Club                 | Land                | Competitie      | Wed.       | Dlp.       | Wed.  | Dlp.  | Wed.     | Dlp.     | Wed.           | Dlp.           | Wed.   | Dlp.   |
| ------- | -------------------- | ------------------- | --------------- | ---------- | ---------- | ----- | ----- | -------- | -------- | -------------- | -------------- | ------ | ------ |
| 2007/08 | FC Kopenhagen        | Vlag van Denemarken | Superligaen     | 12         | 1          | 5     | 2     | —        | —        | 2              | 0              | 19     | 3      |
| 2008/09 | FC Kopenhagen        | Vlag van Denemarken | Superligaen     | 20         | 0          | 4     | 0     | —        | —        | 10             | 0              | 34     | 0      |
| 2009/10 | FC Kopenhagen        | Vlag van Denemarken | Superligaen     | 24         | 4          | 1     | 0     | —        | —        | 9              | 1              | 34     | 5      |
| 2010/11 | FC Kopenhagen        | Vlag van Denemarken | Superligaen     | 25         | 1          | 2     | 1     | —        | —        | 11             | 0              | 38     | 2      |
| 2011/12 | FC Kopenhagen        | Vlag van Denemarken | Superligaen     | 11         | 0          | 2     | 0     | —        | —        | 4              | 0              | 17     | 0      |
| 2012/13 | PSV Eindhoven        | Vlag van Nederland  | Eredivisie      | 5          | 2          | 3     | 1     | 0        | 0        | 1              | 0              | 9      | 3      |
| 2013/14 | PSV Eindhoven        | Vlag van Nederland  | Eredivisie      | 9          | 0          | 0     | 0     | —        | —        | 4              | 0              | 13     | 0      |
| 2013/14 | Jong PSV             | Vlag van Nederland  | Eerste divisie  | 7          | 1          | —     | —     | —        | —        | —              | —              | 7      | 1      |
| 2014/15 | FC Kopenhagen        | Vlag van Denemarken | Superligaen     | 29         | 1          | 4     | 1     | —        | —        | 9              | 1              | 42     | 3      |
| 2015/16 | FC Kopenhagen        | Vlag van Denemarken | Superligaen     | 31         | 3          | 6     | 1     | —        | —        | 3              | 0              | 40     | 4      |
| 2016/17 | FC Kopenhagen        | Vlag van Denemarken | Superligaen     | 33         | 0          | 3     | 0     | —        | —        | 15             | 2              | 51     | 2      |
| 2017/18 | Huddersfield Town    | Vlag van Engeland   | Premier League  | 38         | 0          | 2     | 0     | —        | —        | —              | —              | 40     | 0      |
| 2018/19 | Huddersfield Town    | Vlag van Engeland   | Premier League  | 24         | 3          | 1     | 0     | —        | —        | —              | —              | 25     | 3      |
| 2019/20 | Fenerbahçe           | Vlag van Turkije    | Süper Lig       | 16         | 2          | 3     | 1     | —        | —        | —              | —              | 19     | 3      |
| 2019/20 | → Fortuna Düsseldorf | Vlag van Duitsland  | Bundesliga      | 9          | 0          | 2     | 1     | —        | —        | —              | —              | 11     | 1      |
| 2020/21 | Fenerbahçe           | Vlag van Turkije    | Süper Lig       | 2          | 0          | 0     | 0     | —        | —        | —              | —              | 2      | 0      |
| 2020/21 | → FC Kopenhagen      | Vlag van Denemarken | Superligaen     | 26         | 1          | 2     | 0     | —        | —        | —              | —              | 28     | 1      |
| 2021/22 | Brentford FC         | Vlag van Engeland   | Premier League  | 8          | 1          | 2     | 0     | —        | —        | —              | —              | 10     | 1      |
| 2022/23 | Brentford FC         | Vlag van Engeland   | Premier League  | 18         | 0          | 2     | 0     | —        | —        | —              | —              | 20     | 1      |
| 2023/24 | Brentford FC         | Vlag van Engeland   | Premier League  | 14         | 1          | 4     | 0     | —        | —        | —              | —              | 18     | 1      |
| 2024/25 | RSC Anderlecht       | Vlag van België     | Eerste klasse A | 0          | 0          | 0     | 0     | —        | —        | 0              | 0              | 0      | 0      |

## Interlandcarrière
Jørgensen speelde voor de Deense nationale teams onder zestien, onder zeventien, onder achttien en onder 21. Hij nam met Denemarken –21 deel aan de EK-eindronde 2011 in eigen land, waar de ploeg van bondscoach Keld Bordinggaard werd uitgeschakeld in de eerste ronde. Hij debuteerde op 19 november 2008 in het Deens voetbalelftal, in een oefeninterland tegen Wales. Jørgensen werd op 6 juni 2024 door bondscoach Kasper Hjulmand opgenomen in de Deense selectie voor het EK 2024 in Duitsland als vervanger van de geblesseerde Victor Nelsson. Denemarken speelde in de groepsfase gelijk tegen Slovenië, Engeland en Servië, waarna het in de achtste finales werd uitgeschakeld door gastland Duitsland (2–0). Jørgensen kwam op het toernooi niet in actie.
| Interlands van Mathias Jørgensen voor Denemarken | Interlands van Mathias Jørgensen voor Denemarken | Interlands van Mathias Jørgensen voor Denemarken | Interlands van Mathias Jørgensen voor Denemarken | Interlands van Mathias Jørgensen voor Denemarken | Interlands van Mathias Jørgensen voor Denemarken |
| №                                                | Datum                                            | Wedstrijd                                        | Uitslag                                          | Competitie                                       | Goals                                            |
| Als speler van FC København                      | Als speler van FC København                      | Als speler van FC København                      | Als speler van FC København                      | Als speler van FC København                      | Als speler van FC København                      |
| ------------------------------------------------ | ------------------------------------------------ | ------------------------------------------------ | ------------------------------------------------ | ------------------------------------------------ | ------------------------------------------------ |
| 1                                                | 19 november 2008                                 | Denemarken – Wales                               | 0 – 1                                            | Vriendschappelijk                                | 0                                                |
| 2                                                | 17 november 2010                                 | Denemarken – Tsjechië                            | 0 – 0                                            | Vriendschappelijk                                | 0                                                |
| 3                                                | 9 februari 2011                                  | Denemarken – Engeland                            | 1 – 2                                            | Vriendschappelijk                                | 0                                                |
| 4                                                | 26 maart 2011                                    | Noorwegen – Denemarken                           | 1 – 1                                            | EK-kwalificatie                                  | 0                                                |
| 5                                                | 29 maart 2011                                    | Slowakije – Denemarken                           | 1 – 2                                            | Vriendschappelijk                                | 0                                                |
| 6                                                | 10 augustus 2011                                 | Schotland – Denemarken                           | 2 – 1                                            | Vriendschappelijk                                | 0                                                |
| 7                                                | 31 augustus 2016                                 | Denemarken – Liechtenstein                       | 5 – 0                                            | Vriendschappelijk                                | 0                                                |
| 8                                                | 11 oktober 2016                                  | Denemarken – Montenegro                          | 0 – 1                                            | WK-kwalificatie                                  | 0                                                |
| 9                                                | 15 november 2016                                 | Tsjechië – Denemarken                            | 1 – 1                                            | Vriendschappelijk                                | 0                                                |
| 10                                               | 26 maart 2017                                    | Roemenië – Denemarken                            | 0 – 0                                            | WK-kwalificatie                                  | 0                                                |
| 11                                               | 6 juni 2017                                      | Denemarken – Duitsland                           | 1 – 1                                            | Vriendschappelijk                                | 0                                                |
| Als speler van Huddersfield Town                 |                                                  |                                                  |                                                  |                                                  |                                                  |
| 12                                               | 22 maart 2018                                    | Denemarken – Panama                              | 1 – 0                                            | Vriendschappelijk                                | 0                                                |
| 13                                               | 16 juni 2018                                     | Peru – Denemarken                                | 0 – 1                                            | WK 2018                                          | 0                                                |
| 14                                               | 26 juni 2018                                     | Denemarken – Frankrijk                           | 0 – 0                                            | WK 2018                                          | 0                                                |
| 15                                               | 1 juli 2018                                      | Kroatië – Denemarken                             | 1 – 1 (P.4-3)                                    | WK 2018                                          | 0                                                |

## Erelijst
- SAS Ligaen: 2009, 2010, 2011, 2016
- Beker van Denemarken: 2009, 2012